# 国際バーテンダー協会

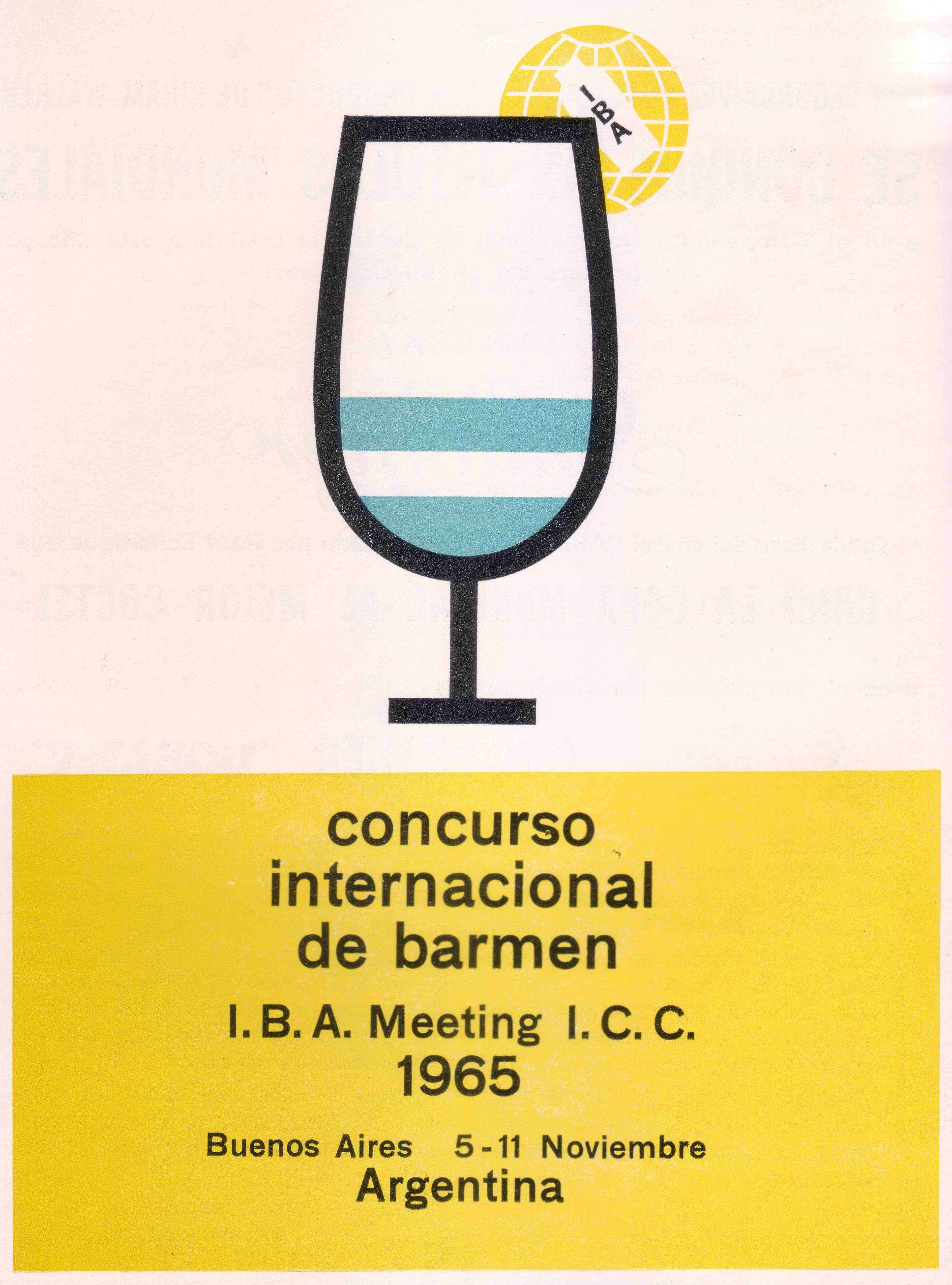
ブエノスアイレスのClaridge Hotelで1965年に開催されたIBA会議のポスター。

国際バーテンダー協会（こくさいバーテンダーきょうかい、International Bartenders Association、略称：IBA）は、1951年2月24日にイギリスのトーキーにあるグランドホテルの大広間で創設された世界で最高のバーテンダーを代表する国際組織である。 
IBAは、年次イベントとしてワールド・カクテル・チャンピオンシップ（WCC）を開催しており、クラシック5部門とフレア部門に分かれて競技される。また、IBAは公式カクテルのリストを制定している。 
毎年、WCCは加盟国持ち回りで開催される。例えば、2006年は、10月6日～7日にかけて、第32回WCCが、ギリシャの ハルキディキにあるMeliton Porto Carras Hotelで開催された。 
IBAのカクテルレシピでは、一般的に使用されているミリリットル（ml）ではなくセンチリットル（cl）が使用される。 
なお、1929年に設立した日本バーテンダー協会は、1959年、アジア地域では最も早く、IBAに加盟している。

## 参照
- IBA公認カクテルリスト　en:List of IBA official cocktails